# Hemiboeopsis longisepala
Hemiboeopsis longisepala là một loài thực vật có hoa trong họ Tai voi. Loài này được (H.W. Li) W.T. Wang mô tả khoa học đầu tiên năm 1984.